# Lijst van vlaggen van Oezbekistan
Dit is een lijst van vlaggen van Oezbekistan.

## Nationale vlag (perFIAV-codering)
|          | Civiele vlag | Staatsvlag | Oorlogsvlag |
| -------- | ------------ | ---------- | ----------- |
| Te land  | · ?          | · ?        | · ?         |
| Te water | · ?          | · ?        | · ?         |

## Vlaggen van bestuurders
| Vlag | Periode | Functie                                              | Beschrijving                                                 |
| ---- | ------- | ---------------------------------------------------- | ------------------------------------------------------------ |
|      |         | Vlag van de president van Oezbekistan.               | De Oezbeekse vlag met het presidentiële zegel in het midden. |
|      |         | Vlag van de staatsveiligheidsdienst van Oezbekistan. | De blauwe vlag met het zegel in het midden.                  |

## Militaire vlaggen
| Vlag | Periode | Functie                                                  | Beschrijving                                |
| ---- | ------- | -------------------------------------------------------- | ------------------------------------------- |
|      |         | Vlag van het ministerie van Defensie van Oezbekistan.    | De blauwe vlag met het zegel in het midden. |
|      |         | Vlag van de luchtmacht en luchtdefensie van Oezbekistan. |                                             |
|      |         | Vlag van de marine van Oezbekistan.                      |                                             |